# Arje Eli'av
Arje Eli'av (hebrejsky: אריה אליאב, neformálně též Arje Lova Eli'av, אריה לובה אליאב, narozen jako Lev Lipšic) byl izraelský politik a poslanec Knesetu za strany Ma'arach, Izraelská strana práce, Ma'arach, Sia'a soci'alistit acma'it, Machane smol le-Jisra'el, Ma'arach a Izraelská strana práce.

## Biografie
Narodil se 21. listopadu 1921 v Moskvě v tehdejším Sovětském svazu. V roce 1924 přesídlil do dnešního Izraele. Vystudoval Halperinovu školu a gymnázium Herzlija v Tel Avivu. Absolvoval studium historie a sociologie na Hebrejské univerzitě. V roce 1936 se připojil k židovským vojenským jednotkám Hagana, v letech 1941–1945 bojoval v Britské armádě. V letech 1946–1948 se podílel na organizování ilegální židovské imigrace (Alija Bet) v jednotkách Paljam. Během války za nezávislost sloužil v izraelské armádě, kde působil v Izraelském vojenském námořnictvu. Dosáhl hodnosti podplukovníka (Sgan Aluf). Pracoval pak jako učitel a sociolog.

## Politická dráha
V letech 1949–1953 byl poradcem Levi Eškola v osidlovacím odboru Židovské agentury. V letech 1955–1957 byl jedním z hlavních organizátorů budování sítě nových osad v regionu Chevel Lachiš. V roce 1956 se podílel na záchraně Židů z egyptského města Port Said. V letech 1958–1960 byl prvním tajemníkem na izraelské ambasádě v Moskvě. Počátkem 60. let 20. století řídil zakládání města Arad. V letech 1962–1964 vedl záchranářské práce v Íránu po tamním velkém zemětřesení. Roku 1972 vedl podobný záchranný tým vNikaraguji. V letech 1969–1971 byl generálním tajemníkem Strany práce a v této funkci podporoval ústupky arabským státům. Byl zakladatelem organizace Israeli Council for Israeli-Palestinian Peace. V letech 1976–1977 se angažoval v rozhovorech se zástupci Organizace pro osvobození Palestiny. Vydal množství knih o dějinách Izraele a Blízkého východu.
V izraelském parlamentu zasedl poprvé po volbách v roce 1965, do nichž šel za stranu Ma'arach. Byl členem výboru práce, výboru finančního a výboru pro ekonomické záležitosti. Ve volbách v roce 1969 mandát obhájil, opět za Ma'arach. Usedl jako člen do výboru pro záležitosti vnitra, výboru pro zahraniční záležitosti a obranu a výboru pro veřejné služby. Ve volbách v roce 1973 byl opětovně zvolen na kandidátce Ma'arach. Během volebního období ale ze strany odešel. V dubnu 1975 opustil stranu Ma'arach a přidal se k formaci Ja'ad-Hnutí za lidská práva. Později zakládal stranu Sia'a soci'alistit acma'it (Nezávislá socialistická frakce). Znovu byl zvolen ve volbách v roce 1977, nyní za levicovou kandidátku Machane smol le-Jisra'el (Levý tábor Izraele), kterou zakládal. Byl členem výboru práce a sociálních věcí a výboru pro imigraci a absorpci. Na mandát rezignoval v lednu 1979. Po rezignaci z Knesetu v roce 1979 se věnoval vzdělávání v Or Akiva. V roce 1981 přednášel na vysoké škole v Tel Chaj. Byl členem organizace International Center for Peace in the Middle East.
Naposledy byl zvolen do parlamentu ve volbách v roce 1988, opět za Ma'arach. V průběhu volebního období byla ovšem strana Ma'arach sloučena do Strany práce. Usedl do výboru pro zahraniční záležitosti a obranu a výboru pro vzdělávání a kulturu. Ve volbách v roce 1992 nekandidoval. V roce 1993 usiloval o nominaci na prezidenta Izraele za Stranu práce, ale byl nakonec poražen Ezerem Weizmanem. V roce 1986 založil mládežnickou vesnici Nicana, kde pak působil jako její ředitel.
Zastával i vládní posty. V letech 1966–1967 to byl náměstek ministra obchodu a průmyslu, v letech 1968–1969 náměstek ministra absorpce imigrantů.
Zemřel 30. května 2010 ve věku 88 let. Roku 2011 byla po něm pojmenována, na přání místních obyvatel, nově budovaná vesnice Eli'av nedaleko regionu Chevel Lachiš.